# Coxima jezik
Coxima jezik (ISO 639-3: kox; koxima), izumrli indijanski jezik iz Kolumbije.
Raymond G. Gordon (2005) vodi ga kao neklasificiran.

## Vanjske poveznice
- Ethnologue (14th)
- Ethnologue (15th)
- The Coxima Language